# Andilly (Haute-Savoie)
Pour les articles homonymes, voir Andilly.
Andilly est une commune française située dans le département de la Haute-Savoie, en région Auvergne-Rhône-Alpes.

## Géographie
La commune d'Andilly est située à 6 km au nord-ouest de Cruseilles, sur le versant sud du col du Mont-Sion, au sommet des collines bocagères de la montagne de Sion qui grimpe depuis la vallée des Usses, traversées ici par le Nant trouble.
Les 607 hectares de la commune s'étendent en grande partie sur les pentes de la montagne de Sion (les Sons en patois local). D'une altitude de 857 mètres au Crêt des Rippes, c'est une haute colline de molasse recouverte de sédiments glaciaires. Depuis la construction de l'autoroute A41 entre Annecy et Genève, le mont Sion est traversé par un tunnel autoroutier de 3,4 km.
Le territoire est drainé par des ruisseaux dont les plus importants sont le  Nant trouble et la  Férande.
La commune est subdivisée en trois principaux hameaux : Charly, Jussy et Saint-Symphorien, étagés sur le versant sud du mont Sion.

## Urbanisme

### Typologie
Au 1er janvier 2024, Andilly est catégorisée commune rurale à habitat dispersé, selon la nouvelle grille communale de densité à sept niveaux définie par l'Insee en 2022.
Elle est située hors unité urbaine. Par ailleurs la commune fait partie de l'aire d'attraction de Genève - Annemasse (partie française), dont elle est une commune de la couronne,. Cette aire, qui regroupe 158 communes, est catégorisée dans les aires de 700 000 habitants ou plus (hors Paris),.

### Occupation des sols
L'occupation des sols de la commune, telle qu'elle ressort de la base de données européenne d’occupation biophysique des sols Corine Land Cover (CLC), est marquée par l'importance des territoires agricoles (71,8 % en 2018), en diminution par rapport à 1990 (82,7 %). La répartition détaillée en 2018 est la suivante : 
prairies (57,2 %), zones agricoles hétérogènes (14,5 %), zones urbanisées (13,8 %), forêts (13,1 %), zones industrielles ou commerciales et réseaux de communication (1,3 %).
L'IGN met par ailleurs à disposition un outil en ligne permettant de comparer l’évolution dans le temps de l’occupation des sols de la commune (ou de territoires à des échelles différentes). Plusieurs époques sont accessibles sous forme de cartes ou photos aériennes : la carte de Cassini (XVIIIe siècle), la carte d'état-major (1820-1866) et la période actuelle (1950 à aujourd'hui).

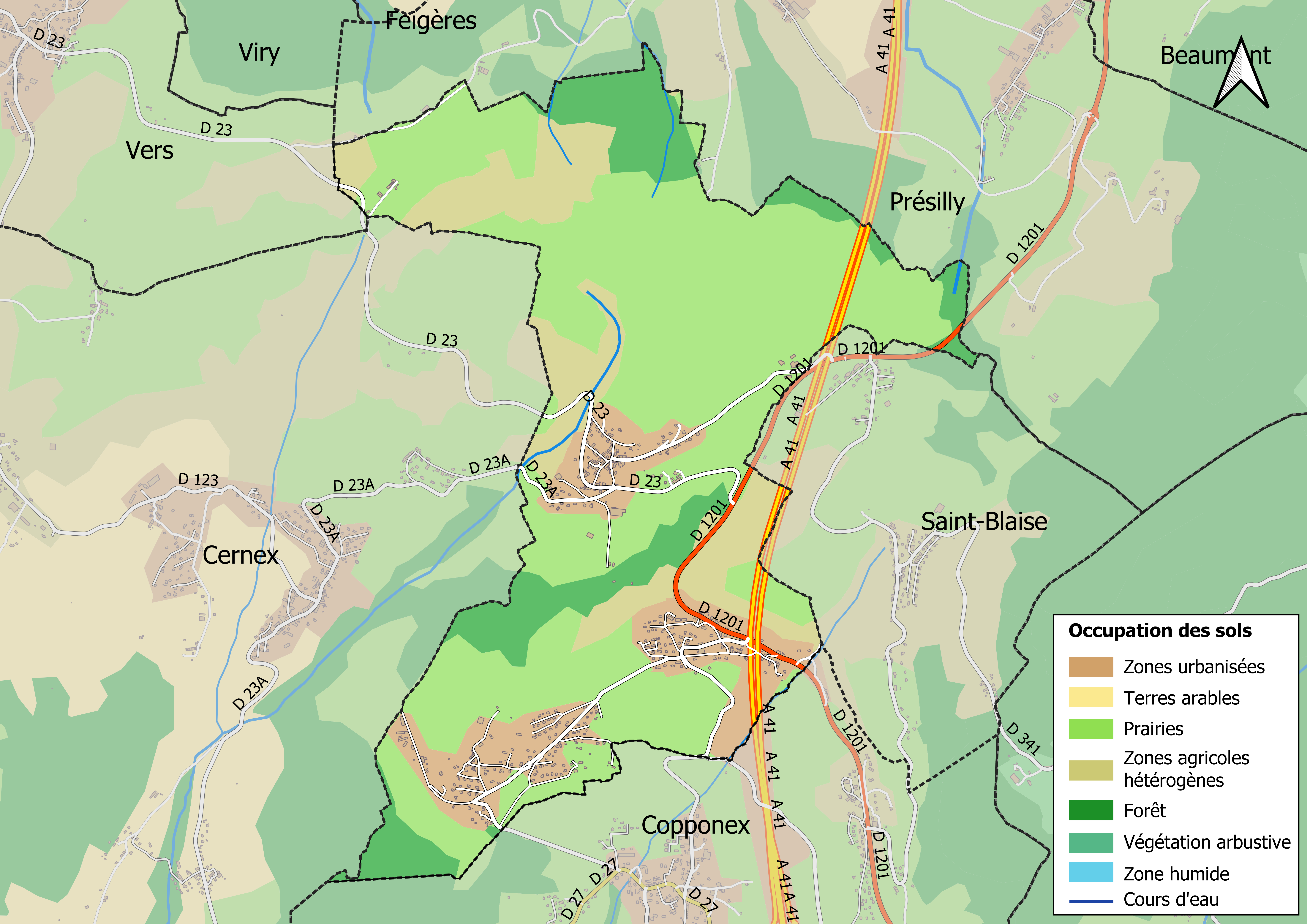
Carte des infrastructures et de l'occupation des sols en 2018 (CLC) de la commune.
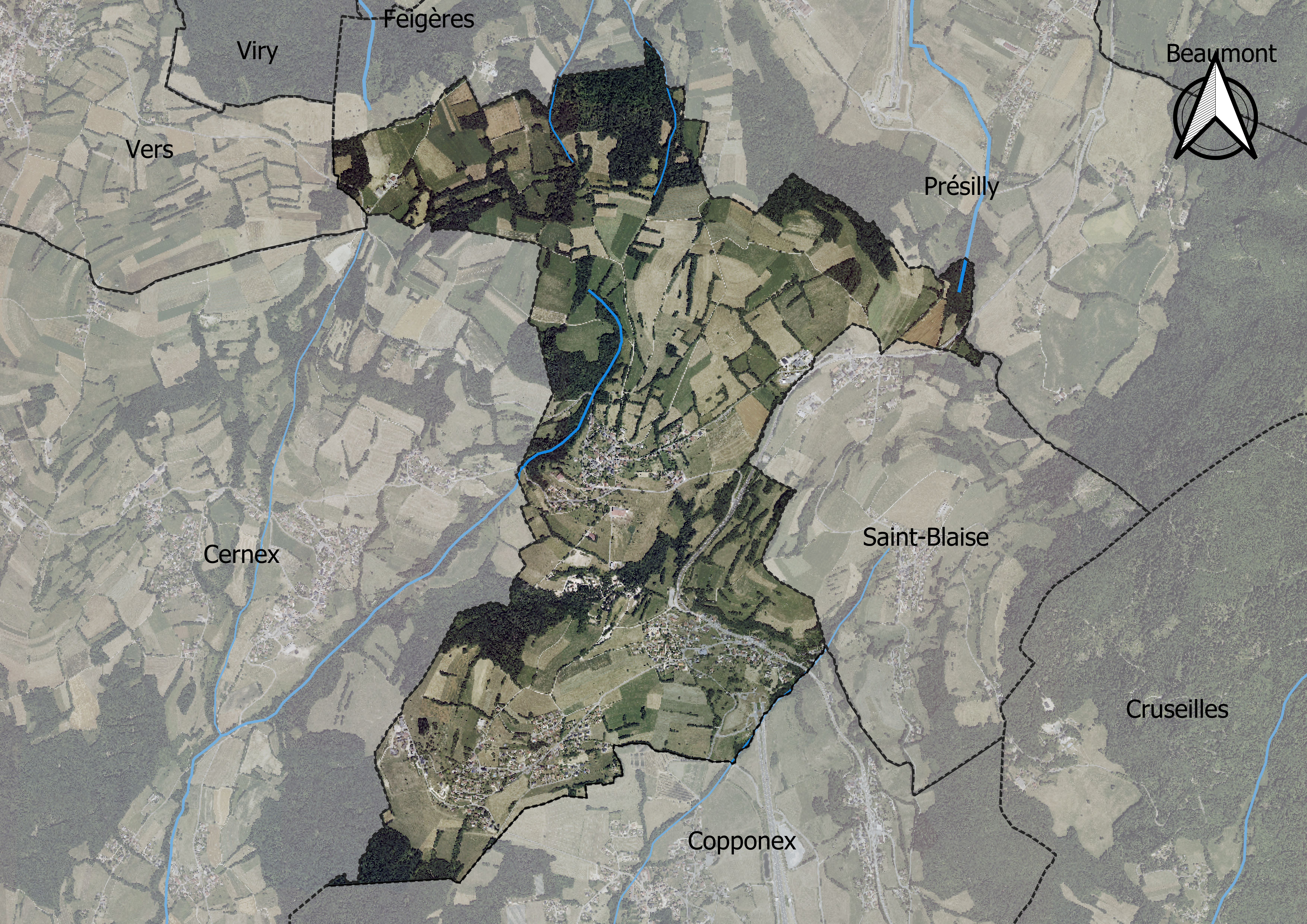
Carte orthophotogrammétrique de la commune.

## Toponymie
La première mention attestée de la paroisse remonte à 1275 avec la graphie Andillie (Cura de Andillie), puis Andilliacum en 1282. Vers 1344, l'église de la paroisse est mentionnée sous la forme Cura de Andillie.
Le toponyme Andilly proviendrait d'un domaine gallo-romain *Andil[l]iacum, basé sur gentilice Andil[l]ius, forme gallo-romaine du gaulois Andios, auquel est associé le suffixe -acum,, d'origine gauloise.
En francoprovençal, le nom de la commune s'écrit Andlyi, selon la graphie de Conflans.
Le toponyme du hameau Charly pourrait provenir également d'un domaine gallo-romain, issu du type toponymique Caroliacum. Il existe également plusieurs formations homonymes en France, dont Charly (Aisne, Carliacus 852) ; Charly (Rhône, Carliaci villa XIIIe siècle). Ils reposent sur le nom de personne gallo-romain Carilius, dérivé de l'anthroponyme gaulois Carus.
Là encore, le site d'Henry Suter, propose comme origine un nom de domaine gallo-romain du type *Jussiacum. En effet, il s'agit d'un type toponymique fréquent dans la région, par exemple : Jussy, commune du canton de Genève, attesté sous les formes Jussiacum Episcopi en 1180, Jussei en 1181, de Jusseio en 1188, Jussie en 1208, Jussye en 1261, Jussier en 1273, etc., mais aussi les nombreux autres Jussy ; Jussay ; Jussac de France. Ils sont basés sur le nom de personne latin Jūstius ou Justus.

## Histoire
La présence humaine — des chasseurs-cueilleurs magdaléniens — est attestée dans la région dans un abri sous roche au Pas-de-l'Échelle, il y a 14 000 ans a une vingtaine de kilomètres du territoire d'Andilly. La première occupation du territoire communal — des agriculteurs-éleveurs — semble remonter au Néolithique.
Quelques siècles avant notre ère, la présence gauloise est attestée.
La présence gallo-romaine est attestée par deux villas découvertes une près de la ferme du Touvet et une autre en contrebas de Jussy (fondations, tuiles, poteries et pièces). À cette époque le paysage agraire se forme. Tout près à Présilly, les fouilles archéologiques faites lors de la construction de l'autoroute A41 ont permis de mettre au jour les fondations d'un temple (fanum) constitué de 10 bâtiments.
Lors du haut Moyen Âge, la commune est soumise aux Burgondes qui ont fait de Genève leur capitale. Plusieurs sépultures burgondes datant de cette époque ont été découvertes à Charly et à Jussy.
Au hameau de Charly, une chapelle dédiée à saint Jacques, est construite.
Durant tout le Moyen Âge, la population varie entre 200 et 500 habitants, au gré des guerres et des épidémies, comme la peste noire de 1348 qui emporta un tiers des Européens, des mauvaises récoltes et des famines.
En 1454, l'église de Charly est reconstruite grâce au financement de Jacques Fusier, vicaire général du diocèse de Genève et natif de la commune. De style gothique tardif, elle est construite après la fin d'une épidémie de peste et dédiée à saint Sébastien, censé protéger de cette maladie.
Selon le cadastre de 1730, la plupart des foyers sont ceux de petits paysans exploitant en moyenne 2 à 3 hectares s'étendant sur une douzaine de parcelles dispersées, pratiquant une polyculture d'auto-subsistance fondée sur la culture de céréales transformées en pain ou en bouillie et disposant en moyenne de deux vaches. Il existe alors 158 exploitations agricoles. Il y a cependant une réelle inégalité de revenus entre une poignée de propriétaires « laboureurs » relativement aisés et une masse de « brassiers » pauvres et corvéables. Il est aussi fait mention d'un tailleur, d'un cordonnier, de commerçants et de deux meuniers produisant de la farine et de l'huile. Il est aussi fait mention de battoirs à chanvre sur les ruisseaux du Nant trouble et de la Férande. Sur le territoire de la commune, on peut alors trouver deux églises — l'église paroissiale de Saint-Symphorien et l'église filiale de Charly — et la maison forte de Saint-Symphorien appartenant au seigneur de Cernex. Le chapitre de la cathédrale de Genève et la Chartreuse de Pomier possèdent aussi des terres et des logements sur la commune.
Lors de l'hiver 1748, un petit pâtre de huit ans est dévoré par les loups dans un pré au-dessus des Mollies. Récemment, le 10 octobre 2008, un loup a dévoré un mouton sur le mont Sion (hameau Chez Grésat, commune de Cernex).
En 1787, à la suite d'un incendie, l'église de Charly est surmontée d'un clocher à bulbe. À cette époque, grâce à l'abbé Pignarre, la pomme de terre commence à être cultivée apportant un complément alimentaire essentiel, alors que les surfaces consacrées aux cultures céréalières sont peu à peu remplacées par des prairies consacrées à l'élevage pour la production de lait et de fromages.
Au début du XIXe siècle, la situation de la future église paroissiale est âprement disputée. De 1806 à 1809, la tension est au maximum entre les habitants du bas (Saint-Symphorien et Jussy) et ceux du haut (Charly) où vivent plus de la moitié des habitants. Le curé de la paroisse, domicilié à Saint-Symphorien, refuse alors de célébrer la messe à Charly et d'y pratiquer les enterrements. Les morts sont enterrés en l'absence du prêtre. L'évêque et le préfet finissent par imposer un compromis, mais les tensions persistent, et deux portes distinctes permettront alors aux habitants de pénétrer dans l'église paroissiale sans se mélanger. L'église est finalement consacrée en 1846.
En 1860, avec le rattachement de la Savoie à la France, la commune devient française et le marché français lui est désormais ouvert sans limite. En 1864 puis en 1865, deux fruitières sont créées sur le modèle coopératif fribourgeois, à Jussy-Malbuisson et à Charly. La fabrication est faite par un fruitier professionnel. Grâce aux nouvelles voies de communications — la route impériale passe désormais à Jussy — les productions seront désormais plus facilement exportées vers les grandes villes.
Les tensions entre ceux du haut et ceux du bas reprennent de plus belle à partir de 1881, lorsque se pose l'obligation de construire la nouvelle école communale imposée par l'expansion démographique et par les nouvelles lois de Jules Ferry. Finalement une école est construite pour Charly et une autre pour Saint-Symphorien/Jussy.
Les tensions redémarrent en 1887, lorsque les habitants de Charly proposent la démolition de l'église paroissiale, en mauvais état et sa reconstruction plus près de leur village. Ils demandent également au préfet de changer le nom de la commune pour celui de Charly.
Lors de la Première Guerre mondiale, 28 hommes meurent au combat, ce qui représente plus de 6 % de la population. En 1921, le choix de l'emplacement pour la construction du monument aux morts est l'occasion de rouvrir les hostilités entre ceux du haut et ceux du bas. Finalement, deux monuments aux morts identiques sont construits dans les deux cimetières, chacun d'eux comportant 14 noms. La commune s'endette alors pour 25 ans. La bipolarité communale se retrouve au conseil municipal, où s'affrontent deux sections électorales et où siègent un même nombre de conseillers municipaux pour ceux du haut et ceux du bas. À neuf reprises, le maire est donc élu au bénéfice de l'âge, ouvrant la voie à une sorte de gérontocratie municipale ; en 1923, le nouveau maire Pierre Magnin de Saint-Symphorien est alors âgé de 91 ans.
Après la Seconde Guerre mondiale, les querelles s'apaisent et les sections électorales sont finalement supprimées en 1971, grâce à l'expansion démographique induite avec l'arrivée d'une nouvelle population d'origine extérieure attirée par le dynamisme de Genève et le statut de travailleur frontalier. La commune commence à subir un phénomène de rurbanisation et devient une commune dortoir accueillant 800 habitants.

## Politique et administration

### Situation administrative
Le 20 décembre 1860, Andilly est transférée du canton de Saint-Julien à celui de Cruseilles.
La commune d'Andilly appartient au canton de La Roche-sur-Foron, qui compte selon le redécoupage cantonal de 2014 27 communes. Avant ce redécoupage, elle appartenait au canton de Cruseilles, depuis 1860.
La commune est membre, avec douze autres, de la communauté de communes du Pays de Cruseilles.
La commune est jumelée avec l'Île de Pâques.

### Liste des maires
| Période                                  | Période                     | Identité          | Étiquette | Qualité |
| ---------------------------------------- | --------------------------- | ----------------- | --------- | ------- |
| Les données manquantes sont à compléter. |                             |                   |           |         |
| mars 2001                                | mars 2008                   | Jean-Marc Humbert | DVD       |         |
| mars 2008                                | En cours (au 30 avril 2014) | Vincent Humbert   | DVD       | Artisan |

## Population et société

### Démographie
Les habitants de la commune sont appelés les Andilliens ou Andillois.
L'évolution du nombre d'habitants est connue à travers les recensements de la population effectués dans la commune depuis 1793. Pour les communes de moins de 10 000 habitants, une enquête de recensement portant sur toute la population est réalisée tous les cinq ans, les populations de référence des années intermédiaires étant quant à elles estimées par interpolation ou extrapolation. Pour la commune, le premier recensement exhaustif entrant dans le cadre du nouveau dispositif a été réalisé en 2005.

En 2022, la commune comptait 1 011 habitants, en évolution de +16,21 % par rapport à 2016 (Haute-Savoie : +6,01 %, France hors Mayotte : +2,11 %).
| 1793 | 1800 | 1806 | 1822 | 1838 | 1848 | 1858 | 1861 | 1866 |
| ---- | ---- | ---- | ---- | ---- | ---- | ---- | ---- | ---- |
| 379  | 387  | 396  | 560  | 602  | 671  | 615  | 681  | 654  |

| 1872 | 1876 | 1881 | 1886 | 1891 | 1896 | 1901 | 1906 | 1911 |
| ---- | ---- | ---- | ---- | ---- | ---- | ---- | ---- | ---- |
| 630  | 608  | 608  | 651  | 534  | 507  | 459  | 438  | 418  |

| 1921 | 1926 | 1931 | 1936 | 1946 | 1954 | 1962 | 1968 | 1975 |
| ---- | ---- | ---- | ---- | ---- | ---- | ---- | ---- | ---- |
| 371  | 367  | 337  | 331  | 296  | 296  | 320  | 341  | 363  |

| 1982 | 1990 | 1999 | 2005 | 2006 | 2010 | 2015 | 2020 | 2022  |
| ---- | ---- | ---- | ---- | ---- | ---- | ---- | ---- | ----- |
| 380  | 509  | 595  | 731  | 734  | 778  | 855  | 980  | 1 011 |

Le dynamisme du canton de Genève et de la Haute-Savoie a attiré dans la commune à partir des années 1960, une population nouvelle et dynamique. L'agriculture ne représente plus l'activité principale, en 2009 il ne restait plus que 4 exploitations agricoles. La majorité des emplois est aujourd'hui assurée par Genève.
Le niveau de vie est élevé, mais la commune est devenue une ville dortoir, atteinte du phénomène de rurbanisation.

### Enseignement
La commune d'Andilly est située dans l'académie de Grenoble. En 2015, elle administre une école maternelle et une école élémentaire qui regroupent 106 élèves.

## Économie

### Tourisme
En 2014, la capacité d'accueil de la commune, estimée par l'organisme Savoie Mont Blanc, est de 153 lits touristiques répartis dans 31 structures, dont 4 meublés et un refuge ou gîte d'étape.
Les Médiévales d'Andilly sont un évènement se déroulant dans la forêt de Moulins au mois de mai. Avec une première édition effectuée en 1996, il s'agit depuis les années 2010 d'un évènement majeur dans le milieu médiéval européen.

## Culture locale et patrimoine

### Lieux et monuments

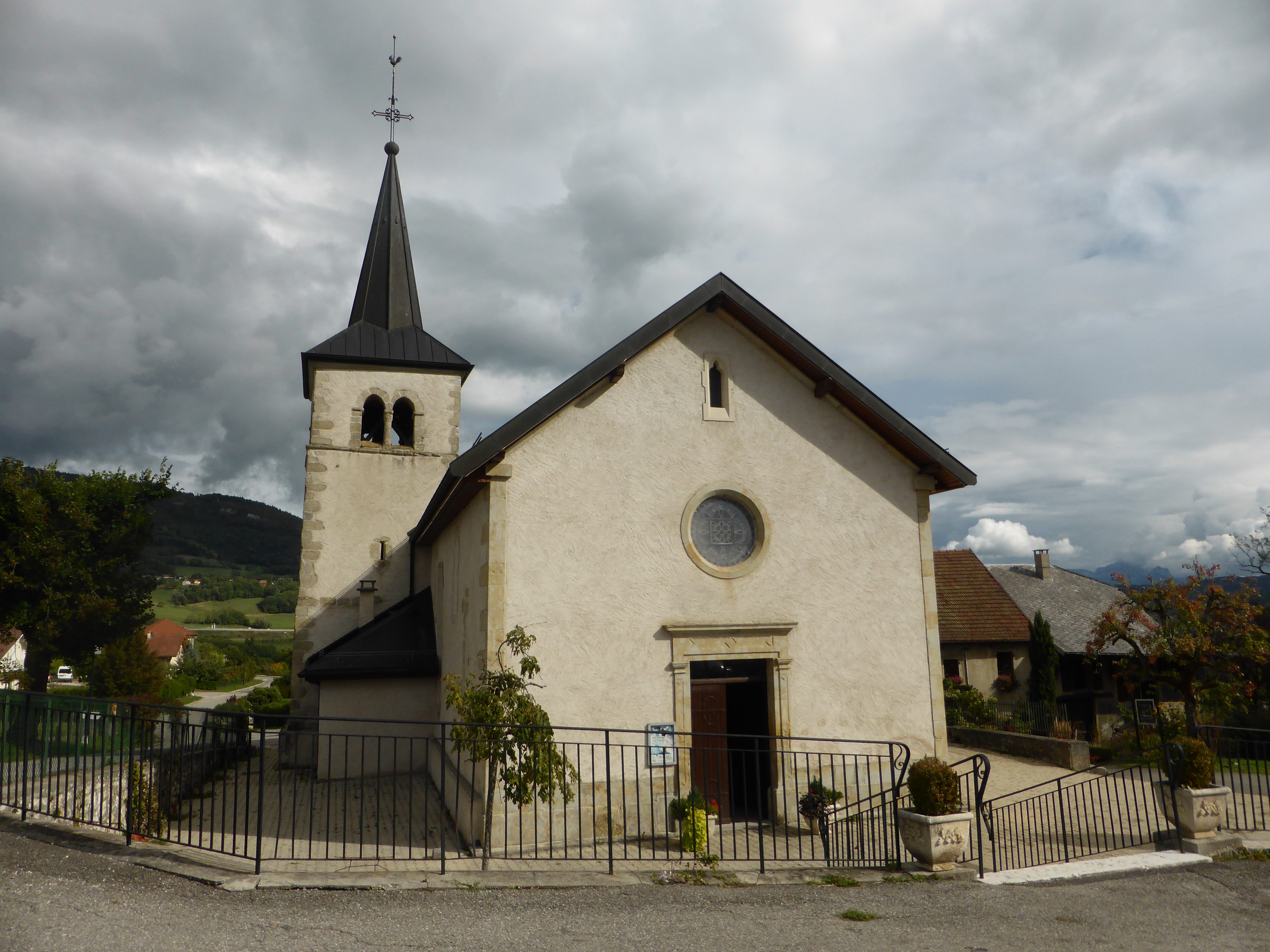
Église Saint-Symphorien d'Andilly.

- Église paroissiale de Saint-Symphorien[23],[24].

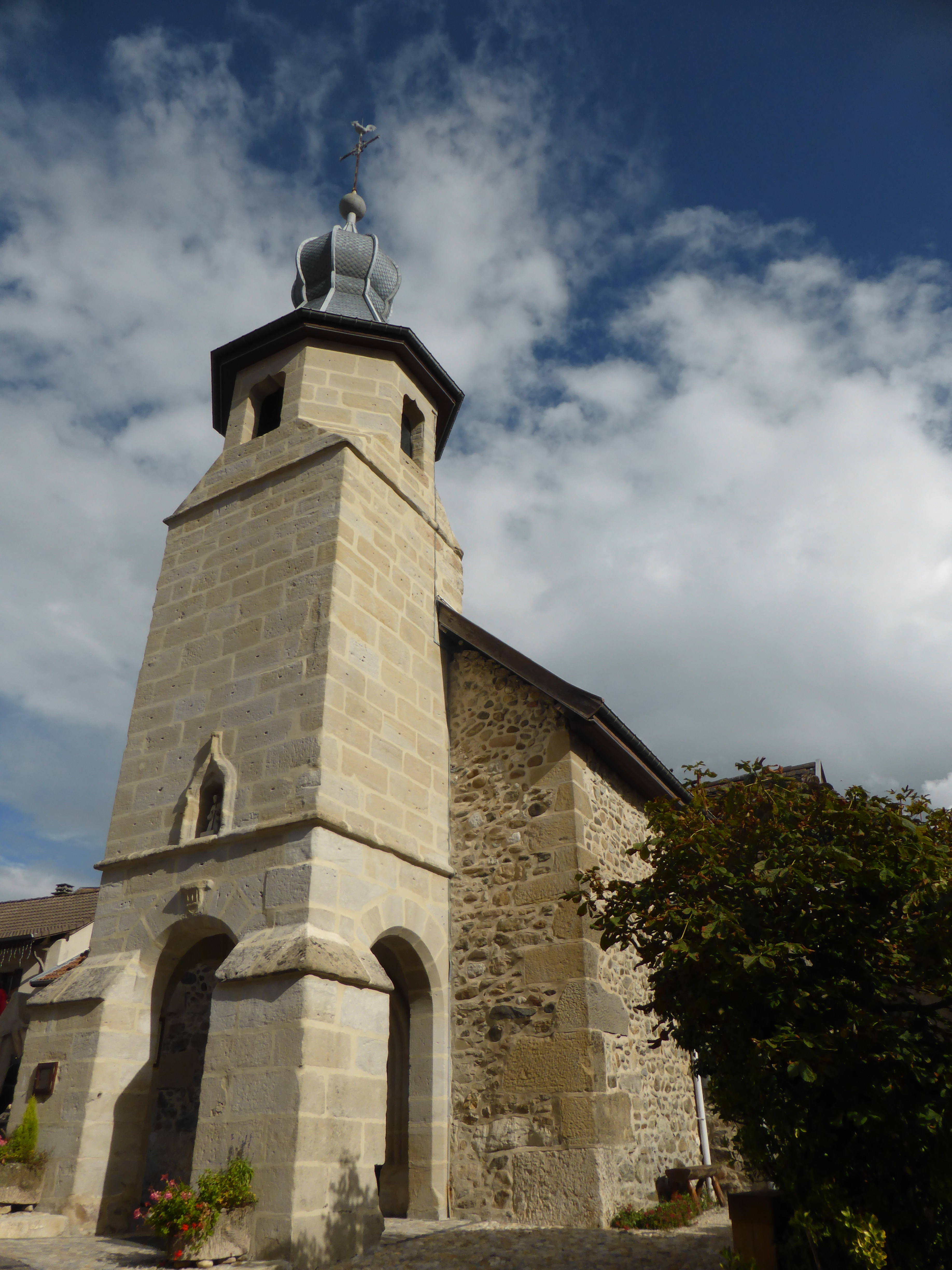
Chapelle de Charly.

- Chapelle de Charly d'Andilly (1541),  Inscrit MH (1975)[23],[24],[25].

### Personnalités liées à la commune
- Jacques Fusier, vicaire général du diocèse de Genève, natif.

### Héraldique
| Armes d'Andilly | Les armes d'Andilly se blasonnent ainsi : D'azur à trois fusées d'or rangées en fasce. La commune a choisi d'être représentée par les armes de la famille d'un de ses plus illustres habitants, Jacques Fusier (XVe siècle), vicaire général du diocèse de Genève. Les 3 fuseaux du blason symbolisent l'union des 3 villages de la commune. Note : On trouve une représentation avec trois ellipses en pal à la place des fusées. Cette représentation est certainement due à la lecture d'un blason sculpté érodé par le temps. |